# Dichotisches Hören
Unter Dichotischem Hören (dich-ot-isch von griechisch δίχα, entzwei, getrennt und ὠτ- (Stamm), Ohr) versteht man das Hören von gleichzeitig dargebotenen, aber seitenunterschiedlichen Hörsignalen. Bei der Prüfung des dichotischen Hörens hört der Proband zur selben Zeit auf jedem Ohr verschiedene Wörter (oder kurze Sätze) und soll diese danach nacheinander nachsprechen, was normalerweise möglich ist. Ein abnormales Ergebnis gibt Hinweise auf eine Störung der Hörverarbeitung im Gehirn. Die Fähigkeit zum dichotischen Hören verbessert das Sprachverstehen im Vergleich zu monauralem Hören, besonders in geräuschvoller Umgebung.
Die Prüfung des dichotischen Hörverstehens kann z. B. eingesetzt werden, um die Sprache durch Lateralisation zu untersuchen. Dabei wird z. B. die Reaktionszeit oder die Trefferrate verglichen, wenn ein Signal auf dem rechten bzw. linken Ohr dargeboten wurde. Bei einer schnelleren oder akkurateren Verarbeitung bei einem rechtsseitig dargebotenem Signal spricht man von einem right ear advantage (Vorteil des rechten Ohres, abgekürzt REA) und kann dann darauf schließen, dass das Signal linkshemisphärisch dominant verarbeitet wird.
In Deutschland verfügbare Tests sind zum Beispiel der Feldmann-Test für Erwachsene und der Uttenweiler-Test für Kinder, bei denen mehrsilbige Worte (z. B. das Ofenrohr – der Lattenzaun) simultan dargeboten werden. Die klassische Testauswertung beruht auf der Zählung der richtig und seitenrichtig angegebenen Wortpaare (analog der Sprachaudiometrie). Aus einer Arbeitsgruppe an der Universitätsklinik Marburg gibt es modifizierte Auswerteverfahren, die dem dichotischen Hören mehr Gewicht verleihen.